# San José de Apartadó
San José de Apartadó ist ein Dorf in der kolumbianischen Region Urabá. Es erlangte als Friedensdorf für seinen Einsatz für Frieden im bewaffneten Konflikt in Kolumbien überregionale Bekanntheit und wurde 2007 mit dem Aachener Friedenspreis ausgezeichnet. 2011 wurde es von der Linksfraktion GUE/NGL für den Sacharov-Preis des Europäischen Parlaments vorgeschlagen.

## Bevölkerung
San José hat 1350 Einwohner.

## Geschichte
Koordinaten: 7° 52′ N, 76° 35′ W
1350 Einwohner des Dorfes San José de Apartadó erklärten sich am 23. März 1997 zum Friedensdorf und gaben sich Regeln der Gewaltfreiheit: Waffen werden nicht geduldet, Alkohol im Dorf ist verboten, und es werden keine Informationen an bewaffnete Gruppen weitergegeben. Obwohl das Dorf in der stark umkämpften Provinz Urabá liegt, verweigerte sich San José den Militärs, Paramilitärs sowie der Guerilla. Seither zahlt der Ort einen hohen Preis für den Einsatz für Frieden, über 180 Menschen wurden von den verschiedenen bewaffneten Gruppen ermordet.
San José de Apartadó wurde 2007 mit dem Aachener Friedenspreis ausgezeichnet. Zwei Repräsentanten der Friedensgemeinde San José de Apartadó wurden am 13. Mai und am 14. Juli 2007 nach Bekanntgabe der Preisträger ermordet.

### Massaker von 2005
Im Jahr 2005 wurden der Sprecher des Dorfes, Luis Eduardo Guerra, seine Lebensgefährtin und sein elfjähriger Sohn ermordet. Auch der Friedensaktivist Alfonso Tuberquia, dessen Ehefrau und ihre beiden Kleinkinder wurden ermordet. Viele der Opfer trugen Verstümmelungen und Anzeichen von Folter.
Am 18. Juli 2008 unterzeichnete die kolumbianische Generalstaatsanwaltschaft die Anklageschrift gegen neun verantwortliche Militärs. Ihnen wird vorgeworfen, schwere Verstöße gegen die Menschenrechte begangen und das Eindringen der das Massaker ausführenden Paramilitärs der AUC ermöglicht zu haben, einige haben die Vorwürfe eingestanden. Im Februar 2012 ließ die Staatsanwaltschaft acht Leichen aus einem Massengrab exhumieren und obduzieren. Im Juni wurden vier in erster Instanz freigesprochene Militärs zu Gefängnisstrafen von je 34 Jahren verurteilt. Drei Täter erhielten 40-jährige Freiheitsstrafen, 15 weitere erhielten nach vorangegangenen Geständnissen je 20 Jahre Freiheitsentzug.

### Eindringen von Paramilitärs 2011
Im November 2011 beklagte sich die Gemeinde bei den kolumbianischen Behörden, dass 200 Paramilitärs in ihr Gebiet eingedrungen seien und dort vier Stützpunkte eingerichtet hätten. Die kolumbianische Armee lasse zu, dass sich die Paramilitärs frei im Gemeindebezirk Apartadó bewegen. Die Paramilitärs hätten 50 Personen für mehrere Stunden festgehalten und gedroht, sich die Ländereien der Einwohner "mit oder ohne deren Einverständnis" anzueignen. Die Paramilitärs legten bestimmte Reglementierungen für die Einwohner fest, behinderten den freien Warenverkehr von Lebensmitteln und sperrten Zonen ab. Obwohl die Regierung das wisse, schweige sie, billige es und drücke ein Auge zu.